# Praat mar Frysk
Praat mar Frysk is een min of meer permanente campagne die als doel heeft de Friezen bewust te maken van hun tweetaligheid, waarbij het gebruik van de Friese taal wordt gestimuleerd. Een aantal bekende Friezen heeft zich daarbij belangeloos opgegeven als ambassadeur voor het Fries, onder wie Doutzen Kroes en Foppe de Haan.

## Stimuleren vaker Fries te gebruiken
In Friesland wordt steeds minder Fries gesproken. Het aantal kinderen dat met het Fries als moedertaal opgroeit neemt af en ook door Friestaligen wordt minder vaak Fries onder elkaar gesproken. Als in de tweetalige provincie een Friestalige met een niet-Friestalige in gesprek raakt is het Nederlands vaak de voertaal, ook al verstaat de niet-Friestalige de Friese taal. Als tegenreactie heeft de Friese beweging de campagne "Praat mar Frysk" in het leven geroepen om de Friestalige bevolking bewust te maken van hun tweetaligheid en de eigen Friese taal.
Met een sticker of bordje "Praat mar Frysk" of met de opblaasmond van Doutzen Kroes in zijn winkel geeft een winkelier hiermee te kennen dat in zijn winkel Fries gesproken kan worden. Friezen zijn over het algemeen heel bescheiden in hun taalgebruik en stappen snel over op het Nederlands als zij denken dat hun gesprekspartner niet Friestalig is.

## Doutzen Kroes
Op woensdag 21 november 2007 ging de campagne opnieuw van start met Kroes als boegbeeld. Door middel van opblaasmonden met de tekst "Praat mar Frysk" zou zij proberen om het gebruik van het Fries te stimuleren.